# Италианска лира
Вижте пояснителната страница за други значения на лира.
Италианската лира (на италиански: lira italiana) е бившата национална валута, която е в обращение в Италия, Сан Марино и Ватикана преди въвеждането на еврото през 2002 г.

## История

### Възникване
Италианската лира се появява в резултат на реформата на император Карл Велики около 780-790 г., в резултат на което римските златни солидуси в обращение са заменени със сребърни каролински денари. Каролингският денар съдържа 1,76 грама сребро, което е приблизително 1,67 г чисто сребро и е сечена монета, единствена за цялата империя. В същото време понятията „солидус“ и „лира“ са били използвани като бройни единици (но не и монети) и всъщност нито солидусът, нито лирата са били издадени като монети. Самата дума „лира“ идва от латински – везна (паунд).

### Лирата в държавата Италия
Първата монета с номинал в лири е сребърната венецианска лира „Трон“ през 1472 година. През 1474 г. тя е заменена от лирата на Мочениго, която не се различава по характеристики в теглото, но има различно изображение. Мочениго се сече до 1575 година.

### Лира на обединена Италия
След обединението на Италия под управлението на Савойската династия през 1861 г. започва сеченето на италианската лира за цялото кралство. Издават се монети в купюри от 1, 2 и 5 чентезими от мед, 50 чентезими, 1, 2 и 5 лири от сребро, 10 и 20 лири от злато. Със заповед от 24 август 1862 г. всички монети от бившите италиански държави са заменени с лира със съдържание на злато 0,290323 g чисто злато или 4,5 g сребро, тоест подобно на други монети от Латинския валутен съюз. По-късно към тези номинали са добавени монети от 10 чентезими (мед), 20 чентезими (първо сребро, а след това медно-никелова сплав), 5, 50 и 100 лири (злато). След първата световна война монети от 50 чентезими, 1 и 2 лири започват да се секат от никел, а по време на Втората световна война – от неръждаема стомана. Монети в купюри от 5, 10 и 20 лири са издадени от сребро.
През 1943 г. американско-британското военно командване започва да издава окупационни банкноти (лира на Съюзното военно командване). Банкнотите са печатани в Съединените щати, издавани до 1945 г., и се разпространяват паралелно с италианските лири до 1950 г. Пускането на съюзническата лира довежда до бърза инфлация на територията, контролирана от съюзниците.
На територията на Италианската социална република (1943 – 1945) се издават собствени банкноти, които циркулират заедно с общоиталианските. До края на войната обменният курс и покупателната способност на банкнотите на Италианската социална република остават относително високи, за разлика от териториите, където циркулира американската окупационна лира.
След Втората световна война, поради силната инфлация, центезимото вече не се издава и най-малката номинална монета е от 1 лира. По времето, когато Италия преминава към еврото, в обращение са следните номинали на монети: 5, 10, 20, 50, 100, (монети в номинали от 50 и 100 лири са направени от стоманена сплав, наречена акмонитал), 200, 500 и 1000 лири.
На 1 януари 2002 г. еврото влиза в обращение, като се използва наравно с лирата до 1 март 2003 г., когато лирата напълно излиза от обращение. От всички предходни валути на еврото италианската лира е най-евтината валута по отношение на стойността на основната единица. Обменният курс е 1936,27 лири за 1 евро. В продължение на 10 години Банката на Италия предоставя възможност за размяна на лири за евро.

## Банкноти и монети
- 2000 лири
- 5000 лири
- 10 000 лири
- 50 000 лири
- 100 000 лири
- 500 000 лири
- 500 лири от 1960 г. Сребро.
- 200 лири от 1978 г.